# Il sogno dell'usuraio
Il sogno dell'usuraio è un cortometraggio muto del 1910, prodotto dalla Società Italiana Cines.
Il cortometraggio è una delle prime versioni cinematografiche del romanzo Canto di Natale di Charles Dickens. Non si conoscono i nomi del regista e degli attori.
Il film è perduto. Di esso resta solo una dettagliata descrizione in The Bioscope.

## Trama
L'avaro e gretto Ebenezer Scrooge, alla vigilia di Natale, non vuole fare la carità né è intenerito dalla visita di un nipote. Tornato a casa, Scrooge vede il fantasma del suo ex socio che lo mette in guardia. La notte, verrà poi visitato da tre spiriti: lo spirito del Natale passato, lo spirito del Natale presente e lo spirito del futuro che lo attende se non cambia atteggiamento verso gli altri.

## Produzione
Il film fu prodotto in Italia dalla Società Italiana Cines.

## Distribuzione
Distribuito dalla Società Italiana Cines, il film uscì nelle sale cinematografiche nel dicembre 1910 in Italia e altri paesi, inclusi Spagna, Germania e Francia.